# Eugenio Peschard
Eugenio Peschard Delgado fue un arquitecto mexicano. Antes de unirse a la Facultad de Arquitectura (Universidad Nacional Autónoma de México) en 1940, Peschard fue arquitecto en el Ministerio de Comunicaciones y Obras Públicas y miembro del Consejo de Arquitectura del Distrito Federal. Tradujo varios libros de arquitectura, incluyendo obras de Hardy Cross, S. Timoshenko y Vanden Broek.

## Biografía
Nació en Durango, México entre 1877 y 1937. Peschard era hijo de José Guadalupe Peschard y Concepción Delgado de Peschard. Uno de los seis hijos, sus hermanos de Peschard eran Armando Peschard Delgado, un médico de la Ciudad de México y Guillermo Peschard Delgado, un ortodontista y académico en la Universidad Juárez del Estado de Durango.

## En los Estados Unidos
Peschard viajó a los Estados Unidos en 1948, durante un tiempo cuando el gobierno de los Estados Unidos quería mejorar la comunicación con México. Alonso Mariscal, otro profesor de la Universidad Nacional Autónoma de México, viajó con Peschard a Washington D. C. para comenzar un programa de dos meses para estudiar arquitectura estadounidense. Su visita fue patrocinada por el Departamento de Estado de los Estados Unidos. Los Sres. Marsical y Peschard visitaron las escuelas de arquitectura de Harvard, Columbia University, el Massachusetts Institute of Technology, y el Illinois Institute of Technology.

## Arquitectura en la Ciudad de México

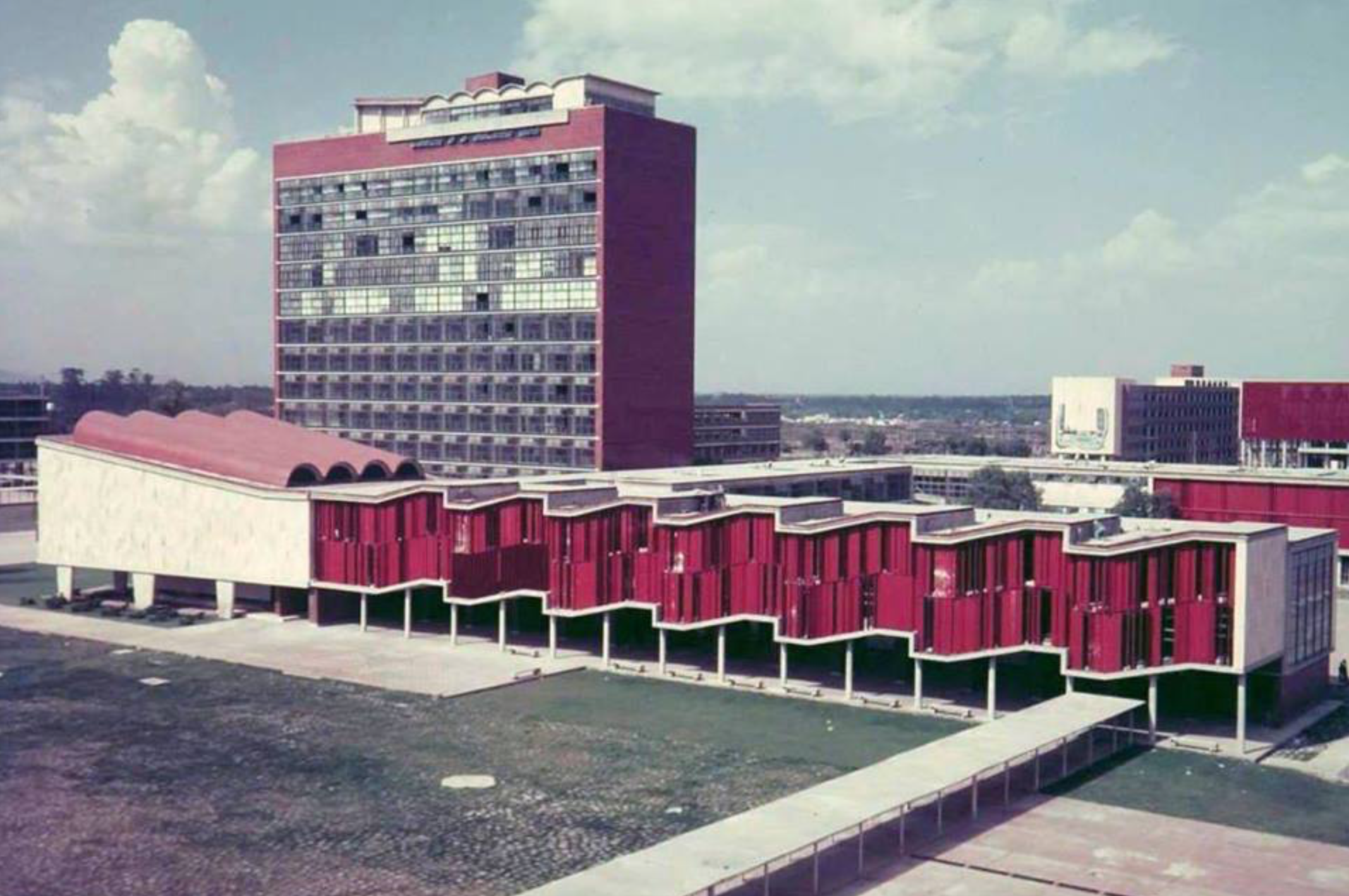
La Facultad de Ciencia, UNAM

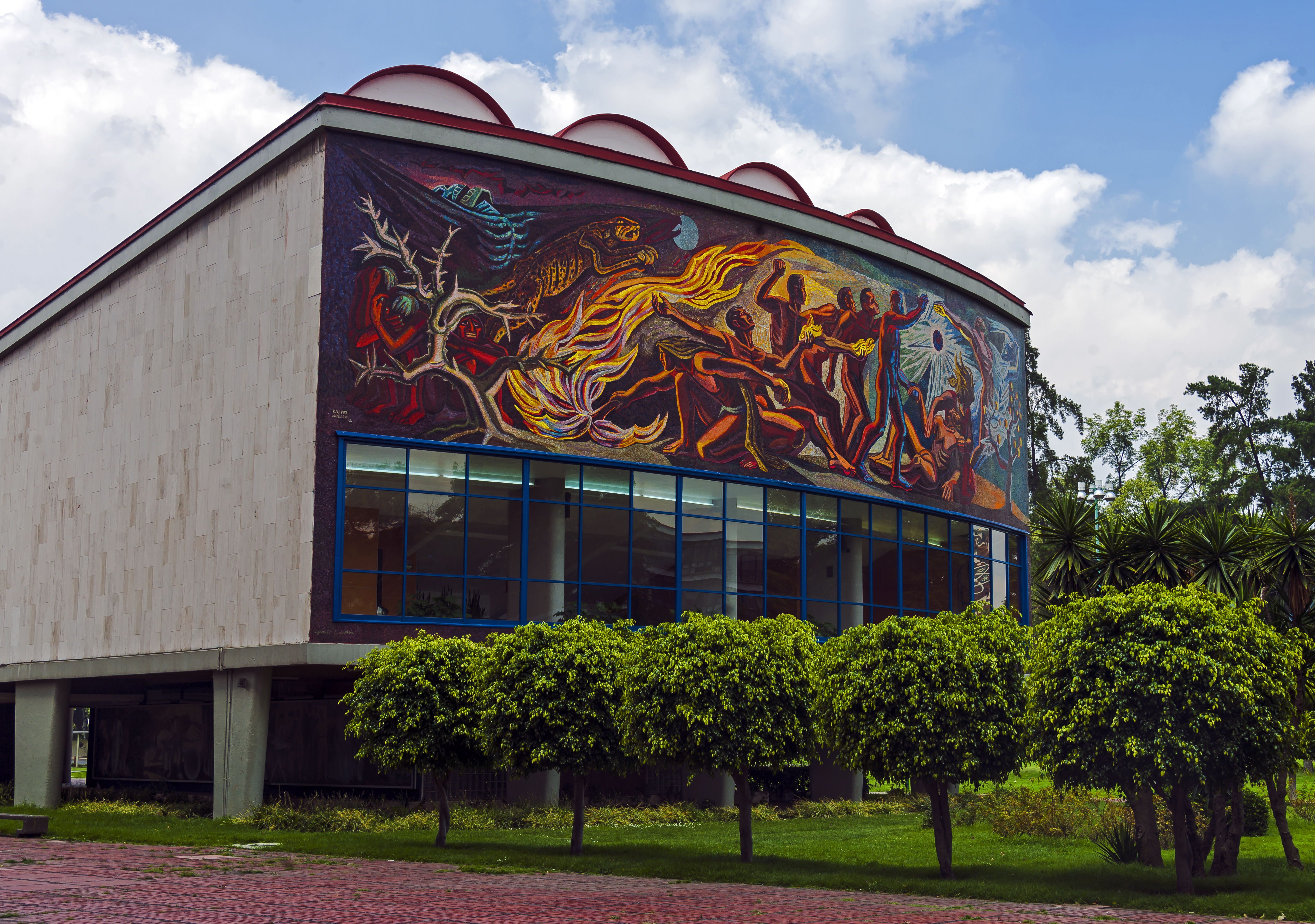
El mural La conquista de la energía por José Chávez Morado en el Auditorio Alfonso Caro de la antigua Facultad de Ciencias.

La construcción de la Ciudad Universitaria entre 1950 y 1953 cambió la arquitectura de la Ciudad de México. Los edificios más notables en el campus universitario son la Rectoría, diseñada por Salvador Ortega, Mario Pani y Enrique del Moral, la Biblioteca, por Juan O'Gorman, Gustavo Saavedra y Juan Martínez de Velasco, y la Facultdad de Ciencias, diseñado por Peschard. Según el escritor Daniel Case, "Gran parte de lo que hace que el campus sea culturalmente significativo son sus enormes murales que decoran las fachadas de muchos de los edificios." Estos murales fueron realizados por Diego Rivera, David Siqueiros y otros, con temas relacionados con la historia y la identidad mexicana.
Según la historiadora de arquitectura Valerie Fraser, el diseño de la antigua Facultad de Ciencias de Peschard "contrarresta la geometría bastante más rígida del Rectorado", con su mural de José Chávez Morado en la parte superior de la fachada colocada en una curva convexa. Titulado La conquista de la energía, el mural de Morado, según Fraser, es "una alegoría de la búsqueda y conquista del conocimiento científico," que culmina, "en una nota ligeramente ambivalente," con el descubrimiento de la energía nuclear.
En 2004, Celia Ester Arredando Zambrano escribió que la posición de la Facultdad de Ciencias en el centro de la plaza principal de la universidad "revela que a pesar de que el campus se inspiró en la ciudad moderna, un arreglo simbólico parece prevalecer en la composición."
El historiador de arte Justino Fernández destacó las "torres altas" del edificio, así como sus peculiaridades interiores, en particular lo que llamó sus "aulas inusuales".

## Publicaciones
- Resistencia de Materiales (Universidad Nacional Autónoma de México, 1963), ISBN 978-8438001028